# دی ژرمان
دی ژرمان یک ترکیب معدنی با فرمول شیمیایی Ge 2 H 6 است. این ترکیب یکی از معدود هیدریدهای ژرمانیم و یک مایع بی‌رنگ، با هندسه مولکولی شبیه اتان می‌باشد.

## سنتز
دی ژرمان برای اولین بار در سال ۱۹۲۴ توسط دنیس، کوری و مور سنتز و مورد بررسی قرار گرفت. روش سنتزی آنها شامل هیدرولیز منیزیم ژرنید با استفاده از اسید هیدروکلریک آبی بود. بسیاری از خواص دی ژرمان و تری ژرمان در دهه بعد با استفاده از مطالعات پراش الکترون مشخص شد. ملاحظات بیشتر در مورد این مرکب شامل بررسی واکنشهای مختلفی از قبیل پیرولیز و اکسیداسیون است.
دی ژرمان با کاهش دی اکسید ژرمانیم با سدیم بوروهیدرید به همراه ژرمانیم تولید می‌شود. اگرچه محصول اصلی ژرمانیم است، اما مقدار کمی از دی ژرمان علاوه بر اثری از تری ژرمان تولید می‌شود. همچنین با هیدرولیز آلیاژهای منیزیم-ژرمانیم به‌وجود می‌آید.

## واکنش‌ها
واکنشهای دی ژرمان تفاوتهای زیادی با ترکیبات آنالوگ عناصر گروه ۱۴ کربن و سیلیس نشان می‌دهد. با این حال، هنوز هم برخی از شباهت‌ها دیده می‌شود، به خصوص در مورد واکنش‌های پیرولیز.
اکسیداسیون دیگرمان در دماهای پایین‌تر از مونوژرمان صورت می‌گیرد. محصول واکنش، اکسید ژرمانیم، به نظر می‌رسد که به نوبه خود به عنوان یک کاتالیزور واکنش عمل می‌کند. این یک تفاوت اساسی بین ژرمانیم و سایر عناصر گروه ۱۴ کربن و سیلیکون را نشان می‌دهد (دی‌اکسید کربن و دی‌اکسید سیلیکون همان خصوصیات کاتالیزوری را نشان نمی‌دهند).
2Ge 2 H 6 + 7O ۲ → 4GeO 2 + 6H 2 O
در آمونیاک مایع، دی ژرمان واکنش می‌دهد. آمونیاک به عنوان یک کاتالیزور ضعیف اساسی عمل می‌کند. محصولات واکنش هیدروژن، ژرمانیم، و یک هیدرید ژرمانیم پلیمری جامد هستند.
پیرولیز دی ژرمان از چندین مرحله پیشنهاد شده‌است:
Ge 2 H 6 → 2GeH ۳
GeH 3 + Ge 2 H 6 → GeH 4 + Ge 2 H 5
Ge 2 H 5 → GeH 2 + GeH 3
GeH 2 → Ge + H 2
2GeH ۲ → GeH 4 + Ge
nGeH 2 → (GeH 2) n
پیدا شده‌است که این پیرولیز نسبت به پیرولیز دی سیلان، درون ریزتر است. این تفاوت به استحکام بیشتر پیوند Ge-H در مقابل پیوند Si-H نسبت داده می‌شود. همان‌طور که در آخرین واکنش مکانیسم فوق مشاهده شده‌است، پیرولیز دی ژرمان ممکن است پلیمریزاسیون گروه GeH 2 را در پی داشته باشید. به گونه ای که GeH 3 بعنوان یک مبدل زنجیره ای عمل می‌کند و گاز هیدروژن مولکولی آزاد می‌شود. هیدروژن زدایی دی ژرمان روی طلا منجر به تشکیل نانوسیم‌های ژرمانیوم می‌شود.
مشتقات تری فلوئورو متیل تیو و تری فلوئورو متیل سلنوی دی ژرمان دارای پایداری حرارتی قابل توجهی بالاتر از خود آن هستند.